# Vladimir Malakhov
Vladimir Malakhov (ukrainisch Володимир Анатолійович Малахов Wolodymyr Anatolijowytsch Malachow, russisch Владимир Анатольевич Малахов Wladimir Anatoljewitsch Malachow; Betonung: Malákhov; * 7. Januar 1968 in Krywyj Rih, Ukrainische SSR, UdSSR) ist ein naturalisierter sowjetisch-österreichischer Tänzer und Choreograf. Er war von 2004 bis zum Ende der Spielzeit 2013/2014 Ballett-Intendant des Staatsballetts Berlin.

## Leben und Werk
Mit vier Jahren fing er mit Ballett-Training an und wurde als Zehnjähriger vom Moskauer Bolschoi-Theater als Talent zur weiteren Ausbildung aufgenommen (Lehrer unter anderen Pjotr Pestow). Trotz des Abschlusses mit Bestnote wurde er zunächst nicht ins Ensemble übernommen. Stattdessen wurde er 1986 jüngster Erster Tänzer beim Klassischen Ballett Moskau. Nachdem er sich einige Auszeichnungen ertanzt hatte, engagierte man ihn beim Bolschoi-Theater doch.
Von einer USA-Tournee kehrte er 1992 nicht mehr heim. Er erhielt ein attraktives Engagement beim Wiener Staatsopernballett sowie die österreichische Staatsangehörigkeit. In den folgenden Jahren arbeitete er unter anderem beim National Ballet of Canada (1994), dem Stuttgarter Ballett sowie beim American Ballet Theatre an der Metropolitan Oper in New York City (1995). Kritiker verglichen ihn mit Nurejew, die Wiener Tageszeitung Kurier nannte ihn am 16. November 1993 in ihrer Rezension zur Premiere von „Manon“ im Titel „Ein Jahrhundert-Tänzer“, eine Bezeichnung, die seither oft verwendet wurde, so auch in der New York Times.
2002 wurde er zum Ballettdirektor der Staatsoper Berlin berufen und war ab 2004 künstlerischer Leiter und Ballett-Intendant am Staatsballett Berlin. Trotz einiger gesundheitlicher Beschwerden tanzte er weiterhin selbst in seinem Ensemble.

„In der Regel kann ich Schmerzen sehr gut erdulden, als Tänzer hat man eh ständig welche. Die Hebefiguren quälen den Rücken und Nacken. Die Füße sind oft wund, die Arme verkrampft, der Körper ist gezeichnet von Blutergüssen, Prellungen und Schwielen.“

In der Ballett-Uraufführung vom 20. Juni 2009, Das Flammende Herz, nach der Musik von Felix Mendelssohn Bartholdy und choreographiert von Patrice Bart tanzte er die Rolle des Percy Shelley an der Staatsoper Berlin mit der Partnerin Polina Semionowa, die den Part der Mary Shelley tanzte.
Malakhov wechselte 2014 als künstlerischer Berater zum Tokyo Ballet; sein Nachfolger Nacho Duato war zuletzt in Sankt Petersburg tätig.

## Choreografien
- 1999: Die Bajadere (für das Ballett der Wiener Staatsoper)
- 2001: Verdi-Ballett: Ein Maskenball (für das Ballett der Wiener Staatsoper)

## Preise und Auszeichnungen
- 1986: Internationaler Ballettwettbewerb Warna (Grand Prix Junioren)
- 1989: Internationaler Ballettwettbewerb Moskau (Goldmedaille, Serge-Lifar-Preis)
- 1990: Internationaler Ballettwettbewerb Jackson (Bronzemedaille Senioren)
- Ehrenprofessur der Ukrainischen Universität für Choreografie
- 2002: Nijinsky-Preis
- 2003: Kulturpreis der Stadt Berlin
- 2004: Preis „Prix Benois de la Danse“
- Puschkin-Medaille

## Film
- Vladimir Malakhov – Suche nach Schwerelosigkeit. Dokumentarfilm, Deutschland, 2004/05, 55 Min., Buch: Carsten Fiebeler und Florian Köhler, Regie: Carsten Fiebeler, Produktion: ZDF, arte, ORF, Erstsendung: 22. Januar 2005 bei arte, Filminformationen.